# Christian Fouchet
Christian Fouchet, född 17 november 1911 i Saint-Germain-en-Laye, död 11 augusti 1974, var en fransk politiker och diplomat.
Christian Fouchet hade en bakgrund som diplomat, och var i den egenskap i Moskva, Polen och Indien; 1958 till 1962 var han ambassadör i Danmark. Därefter inträdde han i politiken, och blev en av Charles de Gaulles nära förtrogna i de komplicerade relationerna med Tunisien, Marocko och Algeriet.
Fouchet blev 28 november 1962 utbildningsminister, vilket han kvarblev till 6 april 1967, då han utsågs till inrikesminister. Med anledning av händelseutvecklingen under Majrevolten tvingades han avgå från Georges Pompidous regering 31 maj 1968 samman med justitieminister Louis Joxe. Han kritiserades bland annat för ordern att stänga universitetet i Paris, eftersom detta möjliggjorde och skapade grogrund för ökade uppror bland studenterna.